# Led Zeppelin
Led Zeppelin byla anglická rocková skupina, která se stala jednou z nejvýznamnějších, nejúspěšnějších a nejvlivnějších v historii rockové hudby. V roce 1968 ji pod názvem The New Yardbirds založil kytarista Jimmy Page. Sestavu tvořil zpěvák Robert Plant, hráč na bicí John Bonham a hráč na basovou kytaru John Paul Jones. Skupina čerpala vliv z více hudebních zdrojů a žánrů. Díky stylu jejich hudby, který se zakládal na tvrdém blues rockovém kytarovém zvuku, se skupina Led Zeppelin obecně považuje za předchůdce heavy metalu a jednoho ze zakladatelů hard rocku. Led Zeppelin ve Spojeném království nepreferovali ze svých alb vydávání singlů, ale konceptem jejich hudební produkce byla orientace na ucelená rocková alba.
I přes více než čtyřicet let po rozpadu skupiny v důsledku smrti Johna Bonhama v roce 1980 se skupina Led Zeppelin vzhledem k uměleckým a komerčním úspěchům obecně považuje za vlivnou. Nachází se na seznamu nejprodávanějších hudebních umělců na světě a v USA je na čtvrtém místě seznamu nejprodávanějších hudebních umělců všech dob. Podle některých zdrojů skupina na celém světě prodala více než 200 milionů hudebních nosičů, zatímco jiné zdroje uvádějí prodej 300 milionů nosičů. Podle Asociace amerického hudebního průmyslu se jich pouze ve Spojených státech prodalo 111 milionů.
Všechna původní alba skupiny Led Zeppelin se dostala do žebříčku Top 10 Billboard 200 a šest z nich se dostalo na jeho první místo.  Časopis Rolling Stone označil kapelu Led Zeppelin za „nejtvrdší skupinu všech dob“, za „největší kapelu 70. let“ a za „nesporně nejstabilnější kapelu rockové historie“. V žebříčku 500 nejlepších alb všech dob, který v roce 2003 vydal časopis Rolling Stone, má skupina Led Zeppelin pět titulů. Podle vyjádření Rock and rollové síně slávy je význam skupiny Led Zeppelin v 70. letech srovnatelný s významem skupiny The Beatles v předešlém desetiletí.
Po smrti bubeníka Johna Bonhama, který byl podle ostatních členů nenahraditelný, ukončila skupina v roce 1980 svoji činnost, ale i přesto se později účastnili některých akcí, jako např. v roce 1985 Live Aid na stadionu J.F.K. stadium ve Philadelphii. V roce 2007 zbývající hudebníci uspořádali jediný koncert, který měl být podle jejich vlastních slov posledním. Tam si na bicí zahrál Bonhamův syn Jason Bonham.

## Historie

### Formování a vznik skupiny

Psané logo skupiny, které používali od roku 1973

V roce 1966 se londýnský studiový kytarista Jimmy Page stal členem skupiny The Yardbirds. V této kapele ovlivněné blues nahradil baskytaristu Paula Samwella-Smithe. Ve velmi krátkém čase se v její sestavě stal spolu s Jeffem Beckem druhým hráčem na sólovou kytaru. Netrvalo dlouho a Page následoval Jeffa Becka, který od Yardbirds odešel v říjnu roku 1966. Byl unavený od neustálého koncertování a nahrávání a rozhodl se s tím skončit. Měl v plánu vytvořit superskupinu, kterou by kromě něj a Becka tvořili Keith Moon (bicí nástroje) a John Entwistle (basová kytara) z The Who. Počítal s tím, že zpívat v projektu by mohl Steve Winwood nebo Steve Marriott. Superskupina nakonec nevznikla. V roce 1966 spolu Page, Beck a Moon nahráli kompozici „Beck's Bolero“, na níž s nimi spolupracoval baskytarista a hráč na klávesové nástroje John Paul Jones.
Poslední koncert The Yardbirds se konal v univerzitním kampusu v Lutonu v červenci 1968. Skupina měla stále ambice koncertovat ve Skandinávii a tak bubeník Jim McCarty a zpěvák Keith Relf potvrdili, že Page a baskytarista Chris Dreja mohou používat název „The Yardbirds“. Page s Drejem spolu začali skládat novou sestavu. Jako zpěvák byl osloven Terry Reid, ale jejich žádost odmítl a dal jim tip na Roberta Planta, který předtím účinkoval s kapelami Band of Joy a Hobbstweedle. Plant nabídku přijal a jako hráče na bicí doporučil svého kolegu z Band of Joy Johna Bonhama. Jones reagoval na účinkování ve skupině na popud manželky někdy v době kdy od kapely odešel Dreja, který se rozhodl věnovat kariéře profesionálního fotografa. Dreja je autorem fotografie, kterou později kapela použila na druhou stranu obalu jejich debutového alba. Jones byl Pageovi známý jako jeden z kolegů, studiových hudebníků, proto neměl problém souhlasit s tím aby se stal dalším, finálním členem, který uzavřel sestavu vznikající hudební skupiny.

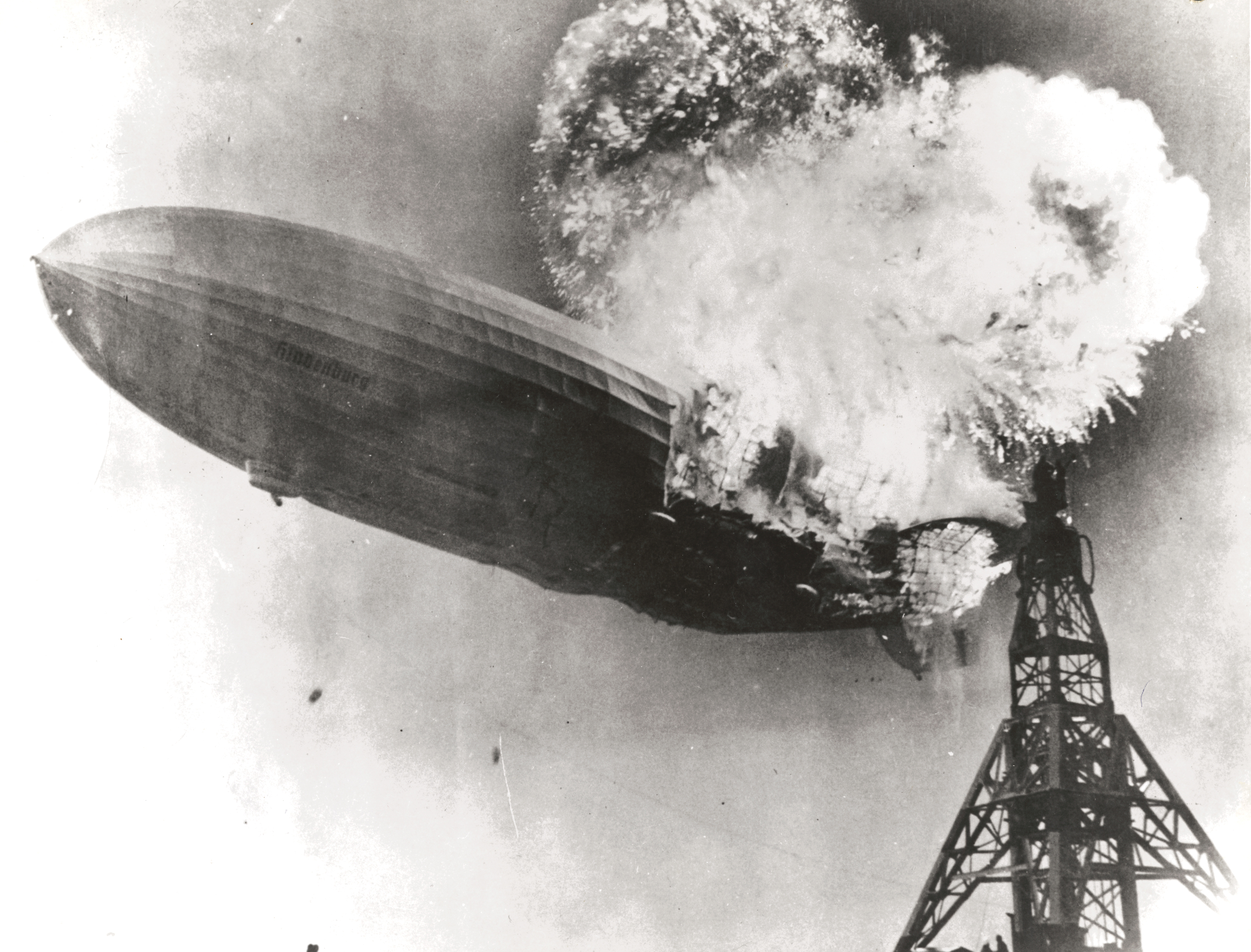
Fotografie hořící vzducholodě LZ 129 Hindenburg z roku 1937. Stejná, kterou použili na své debutové album a později se stala součástí jejich značky.

Čtveřice hudebníků spolu poprvé hrála v místnosti pod nahrávacím studiem na londýnské Gerrard Street. Page říkal, že zkusili zahrát „Train Kept A-Rollin'“, skladbu, která byla původně ve stylu jump blues. Zpopularizoval ji Johnny Burnette ve verzi rockabilly, kterou hrávali na koncertech i The Yardbirds. Jones na to poznamenává, že „jakmile ji slyšel hrát v Bonhamově podání, bylo mu jasné, že jejich společné účinkování musí fungovat“. Ještě před odjezdem do Skandinávie se skupina stala součástí týmu, který pro P. J. Probyho nahrával album Three Week Hero. Skladba z alba, „Jim 's Blues“, s Plantem, který hrál na harmoniku, je prvním zvukovým záznamem, ve kterém účinkují všichni čtyři budoucí členové Led Zeppelin společně.
Sedm koncertů skandinávského turné skupina absolvovala pod názvem „The New Yardbirds“. Poprvé spolu vystoupili 7. září 1968 na koncertním pódiu Gladsaxe Teen Clubs v Dánsku. Později v témže měsíci spolu začali nahrávat své první společné album, které bylo založeno na koncertním playlistu. Album, jehož náklad uhradil Page, bylo hotové za devět dní. Po skončení nahrávání je Dreja požádal, aby si změnili jméno. Argumentoval, že jako Yardbirds měli povoleno vystupovat pouze na skandinávském turné. Jedna z verzí jako vznikl nový název kapely byla, že budoucnost původního záměru založit superskupinu Page a Becka, komentovali Moon a Entwistle, že skončí katastrofálním pádem jako když se na zem sveze olověný balón: „lead balloon“. Slůvko „lead“ na návrh manažera, Petra Granta, zkrátili na „led“. Nechtěli aby znělo jako „LEED“, což znamená „zármutek“. Slovo „balloon“ bylo změněno na „zeppelin“ – slovo, které, jak se vyjádřil novinář Keith Shadwick, mělo „vyjádřit dokonalou souhru síly a lehkosti, výbušnosti a grácií Pageovy mysli“. V listopadu roku 1968 Grant skupině zajistil s vydavatelstvím Atlantic Records kontrakt na 143 tisíc dolarů, což byla tehdy v tomto žánru nejvyšší obchodní dohoda pro nově vzniklou hudební skupinu. Atlantic bylo vydavatelství s katalogem bluesové, jazzové a soulové hudby, ale koncem 60. let začalo mít zájem o hudebníky hrajících progresivní rock. Se skupinou Led Zeppelin byla smlouva exekutivou podepsána, aniž se na ni její členové šli podívat.

### První roky: 1968–1970

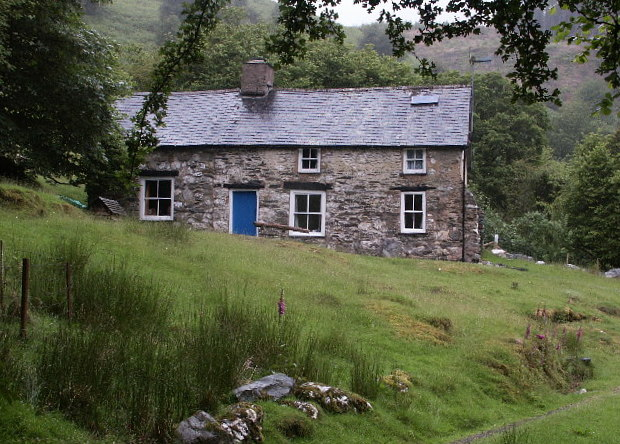
Velšská usedlost poblíž Machynllethu, Bron-Yr-Aur, na kterou v roce 1970 odjeli Page a Plant a kde zkomponovali několik hudebních nápadů, které později vyšly na třetím a čtvrtém albu Led Zeppelin.

Skupina začala své první koncertní turné ve Spojeném království 4. října 1968. Lístky na koncert byly prodávány ještě na New Yardbirds. Jako Led Zeppelin vystoupily 25. října na pódiu University of Surrey v Guildfordu. Hlavní postavou během organizování a koncertním životě kapely byl Richard Cole. Koncem roku 1968 Cole skupině zařídil jejich první šňůru, která pokračovala i v následujícím roce. Začali v Denveru 26. prosince 1968, pak pokračovali západním pobřežím, později se přesunuly do Kalifornie, kde vystoupili v Los Angeles a v San Franciscu. Jejich debut, album Led Zeppelin, vyšlo v USA 12. ledna 1969 a dostalo se tam na desátou příčku žebříčku Billboardu. Poté vyšlo ve Spojeném království a 31. března se tam dostalo v žebříčcích 6. místo. Podle vyjádření hudebního kritika Allmusic, Stevena Erlewina, toto album svými kytarovými riffy, krátkými rytmy, psychedelickým blues, směsí jazzových vlivů a prvků anglické lidové hudby může být považováno za průlomové dílo hudebního vývoje k hard rocku a heavy metalu.
V prvním roce existence kapela absolvovala čtyři americká, čtyři britská koncertní turné a vydali své druhé studiové album, Led Zeppelin II. Nahrávali ho na cestách ve více severoamerických hudebních studiích. Komerční úspěch tohoto projektu převýšil to, co dosáhly vydáním debutového alba. Dvojka se dostala na první místo ve Spojených státech i ve Spojeném království. Album na svého předchůdce navazovalo v rozvoji blues-rockového hudebního stylu, mělo zvuk který byl „heavy and hard, brutal and direct“ a mělo vliv i na další hudebníky, kteří se ho snažili napodobit. Steve Waksman poznamenává, že Led Zeppelin II bylo „hudební startovní čárou heavy metalu“. Skupina album považovala za celistvé nedělitelné dílo, které mělo být zážitkem při kompletním poslechu a byla proti úpravě stávajících nahrávek tak, aby je bylo možné vydávat jako singly. Grant měl také za to, aby se album udrželo celé, speciálně ve Spojeném království, kde nebyla rádia a televizní stanice výrazněji orientované na rockovou muziku. Hlavně ve Spojených státech i přes nesouhlas kapely některé nahrávky alba vyšly i na singlech. Singl skladby „Whole Lotta Love“, který vyšel v USA, dosáhl prodejem přes milión kopií v lednu roku 1970 čtvrtou pozici žebříčku Billboardu a upevnil kapele popularitu na tomto hudebním trhu. Skupina se také vyhýbala účinkování v televizi. Vyjadřovali se k tomu, že preferují, aby je jejich fanoušci slyšeli a viděli na jejich koncertech živě.
V roce 1970 se Page a Plant uchýlili na venkovskou usedlost Bron-Yr-Aur, která se nachází ve Walesu. Jejich cílem bylo začít pracovat na třetím studiovém albu Led Zeppelin III. Výsledkem byla o mnoho akustičtější hudba, která přebírala prvky anglického folklóru a keltské hudby. Publikum bylo zaskočeno rozdílem oproti předešlým albům, na kterých zněla elektrická hudební aranžmá a spolu s hudební kritikou na album reagovalo různorodě. Některé reakce publikované v tisku byly protichůdné. V obou žebříčcích: v USA i Spojeném království se album dostalo na vrchol, ale udrželo se na něm nejkratší dobu ve srovnání s pěti prvními alby, které na začátku kariéry kapela Led Zeppelin vydala. První nahrávka kolekce písní, „Immigrant Song“, vyšla i přes výhrady členů skupiny v listopadu roku 1970 na singlu v USA, kde se v žebříčku Billboardu dostala do první desítky.

### „Největší skupina na světě“: 1971–1975
V průběhu 70. let 20. století kapela Led Zeppelin dosahovala mety komerčního úspěchu a uznání hudební kritiky na takové úrovni, která jí dávala příznak nejvlivnější hudební formace své doby. I jejich image se měnila. Členové skupiny začali nosit komplikované, okázalé oblečení, a to hlavně Page, který svou okázalost zvýrazňoval třpytivými aplikacemi v oděvech. Jejich hudební show se zdokonalovaly i po vizuální stránce. Pro osvětlení scény využívali efekty laserových světel, profesionálních osvětlovacích systémů a zrcadlové koule. Skupina cestovala vlastní leteckou společností letadlem Boeing 720, které mělo přezdívku The Starship. Měli pronajaté celé hotelové bloky, jakým byl například Continental Hyatt House v Los Angeles, označovaný také jako „Riot House“ („Dům výtržností“). Led Zeppelin byli pověstní svým řáděním: známá byla historka o tom, jak Bonham brázdil na motocyklu pronajatým patrem Riot House, nebo demolice pokoje v hotelu Hilton, v hlavním městě Japonska v Tokiu, za kterou si od vedení společnosti vysloužily doživotní zákaz vstupu. Ačkoliv měla skupina Led Zeppelin reputaci, která je popisovala jako ty, co demolují zařízení hotelových pokojů a vyhazují televizory z oken, někteří její členové naznačují, že tyto příběhy jsou přehnané. Hudební žurnalista Chris Welch říká, že s Led Zeppelin absolvoval turné a slyšel o nich všelijaké mýty o destrukčním a oplzlém chování, ale „on o nich absolutně nic neví“.
4. listopadu 1971 vyšlo skupině Led Zeppelin jejich čtvrté album. Jako odpověď na reakce kritiků po vydání Led Zeppelin III se rozhodli vydat album bez názvu. Obecně je tento hudební projekt známý jako Led Zeppelin IV, Untitled, IV, ale i pro čtyři symboly, které jsou na obalu nahrávky i Four Symbols, Zoso nebo Runes. Kromě toho, že na obalu není název, nenajdeme na jeho původní verzi ani název kapely. Skupina si jednoduše přála, aby zůstali v anonymitě a neprodávali svůj projekt v „krabici s potiskem“. Jeho 37 milionů prodaných nosičů dalo albu Led Zeppelin IV výsadu dostat se na historický Seznam nejprodávanějších hudebních alb na světě. Masivní popularita tohoto díla upevnila skupině Led Zeppelin status „superstar 70. let 20. století“. Do roku 2006 se z tohoto hudebního nosiče prodalo jen v USA 23 milionů kusů. Nahrávka „Stairway to Heaven“, která nikdy nevyšla jako singl, je v některých zdrojích označována nejžádanější a nahranější song v rozhlasových stanicích hrajících album-oriented rock (AOR). V zimě roku 1971 po vydání alba, následovalo koncertní turné skupiny Led Zeppelin po Spojeném království, které až do začátku roku 1973 v sérii pokračovalo od Austrálie, Asie, přes Severní Ameriku, Japonsko zpět do Spojeného království.

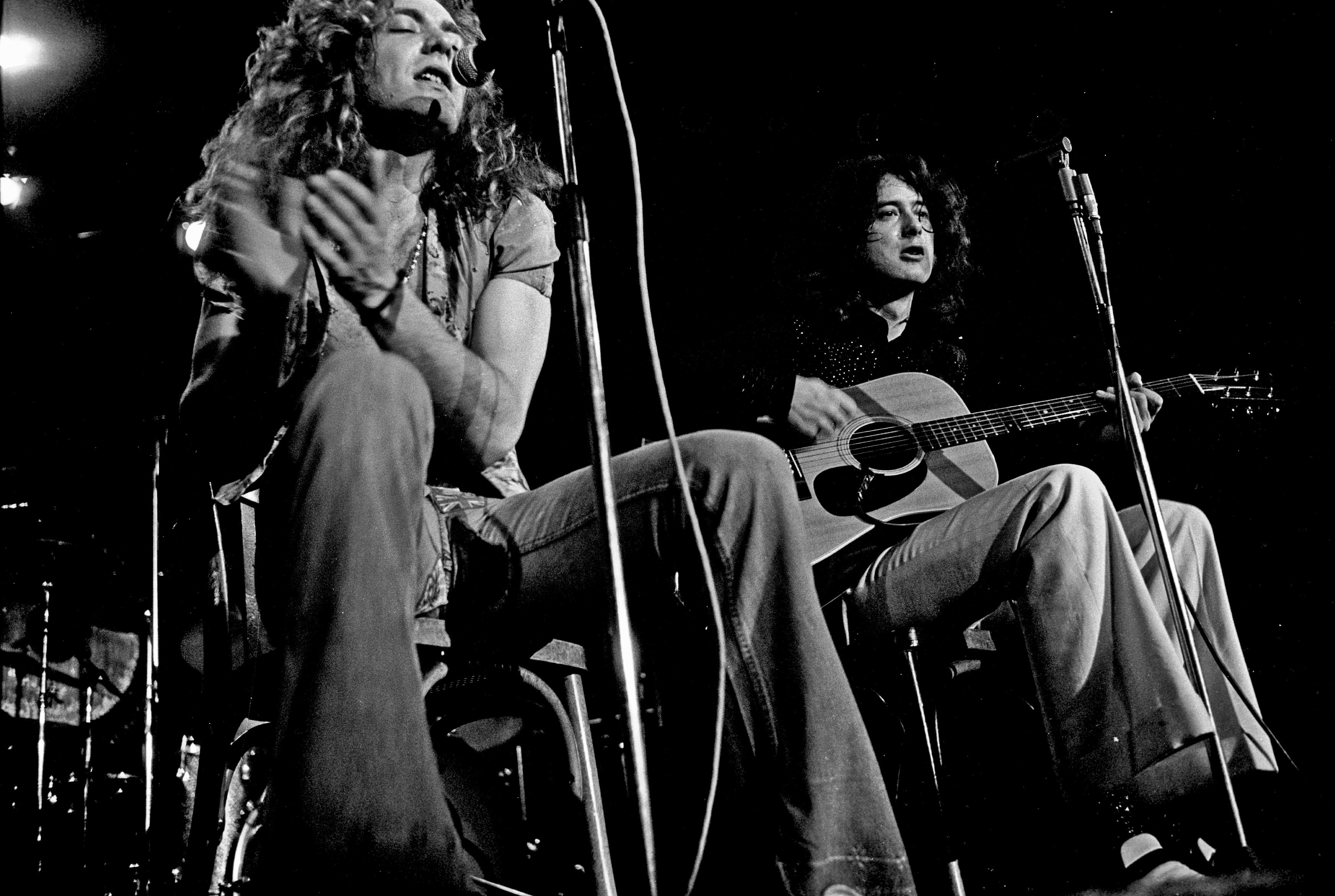
Plant a Page na akustickém vystoupení v Hamburku (březen, 1973), krátce před vydáním páté desky, Houses of the Holy

Následující páté album Houses of the Holy vyšlo v březnu roku 1973. Vyznačovalo se experimentováním s hudbou, využitím syntezátorů a melotronu. Jeho obal, na kterém převažovala oranžová barva, navrhlo londýnské designérské studio Hipgnosis. Vyobrazuje nahé dětské postavy, které se plazí a šplhají po čedičovém povrchu severoirského přírodního útvaru Giant's Causeway. Přestože nahé postavy nejsou vyobrazeny zepředu, byl tento obal považován za kontroverzní. Podobně jako u čtvrtého obalu alba i u tohoto designu chybí jeho název a název skupiny.
Houses of the Holy bylo na vrcholech žebříčků zemí po celém světě. Koncertní turné, které ho následovalo po Severní Americe, lámalo rekordy návštěvnosti. Plnilo diváky koncertní sály a stadiony. Na Floridě, na stadionu Tampa Stadium, hráli Led Zeppelin před 56 800 návštěvníky, čímž prolomili americký rekord skupiny The Beatles z roku 1965. Jen za toto jedno vystoupení měli Led Zeppelin zisk 309 000 dolarů. V New Yorku třikrát vyprodali Madison Square Garden. Z tohoto vystoupení vzniklo video, ale jeho vydání bylo pro svou teatrálnost odloženo až do roku 1976 pod titulem The Song Remains the Same. Peněžní obnos z posledního večerního koncertu této série, 180 tisíc dolarů, byl z hotelového trezoru hotelu Drake ukraden.

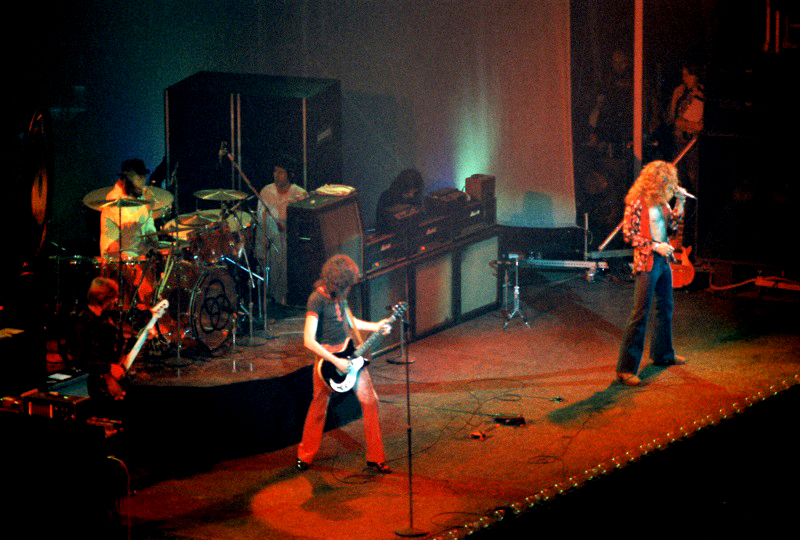
Led Zeppelin v lednu 1976 na stadiunu v Chicagu. Vystoupení se konalo jen pár týdnů po vydáním alba Physical Graffiti

V roce 1974 skupina Led Zeppelin přerušila koncertování a založila svou vlastní hudební značku, nazvanou po jedné jejich nevydané písni Swan Song. Logo značky je inspirováno kresbou Evening: Fall of Day (1869) od Williama Rimmera. Je na ní zobrazen řecký bůh Apolón. Toto logo se nachází také na více suvenýrech souvisejících s kapelou, nejčastěji na tričkách. Hudební značka měla být používána k vydávání jejich vlastních projektů, ale měli smlouvy i s dalšími hudebníky, jako Bad Company, Pretty Things a Maggie Bell. Značka Swan Song měla úspěch v období existence skupiny Led Zeppelin a ani ne tři roky po jejím rozpadu zanikla.
V roce 1975 vyšlo kapele Led Zeppelin dvojalbum, Physical Graffiti. Byl to jejich první hudební projekt, který vydali pod značkou Swan Song. Skládá se z patnácti nahrávek, z nichž osm nahráli v roce 1974 v Headley Grange a sedm dalších vzniklo v dřívějších dobách. Podle kritiky v časopise Rolling Stone je Physical Graffiti výsledkem snahy skupiny Led Zeppelin o prezentaci jejich uměleckých ambicí. Podle jejich vyjádření jim dává právo být v konkurenci spolu s The Rolling Stones a s The Who mít titul nejlepší rockové skupiny světa („The World Best Rock Band“). Album bylo hudební kritikou masivně uznáno, ale mělo také výrazný komerční úspěch. Krátce po vydání Physical Graffiti se i všechny jejich předchozí alba v prodejních žebříčcích dostaly mezi prvních 200. Souběžně s vydáním následovalo koncertní turné skupiny po USA, na kterém se využily moderní komplikované postupy pro interpretaci zvuku a speciální světelné efekty. V květnu roku 1975 kapela Led Zeppelin v Londýně pětkrát vyprodala v té době největší sál Spojeného království, Earls Court Arena.

### Přerušení koncertování a návrat: 1975–1977

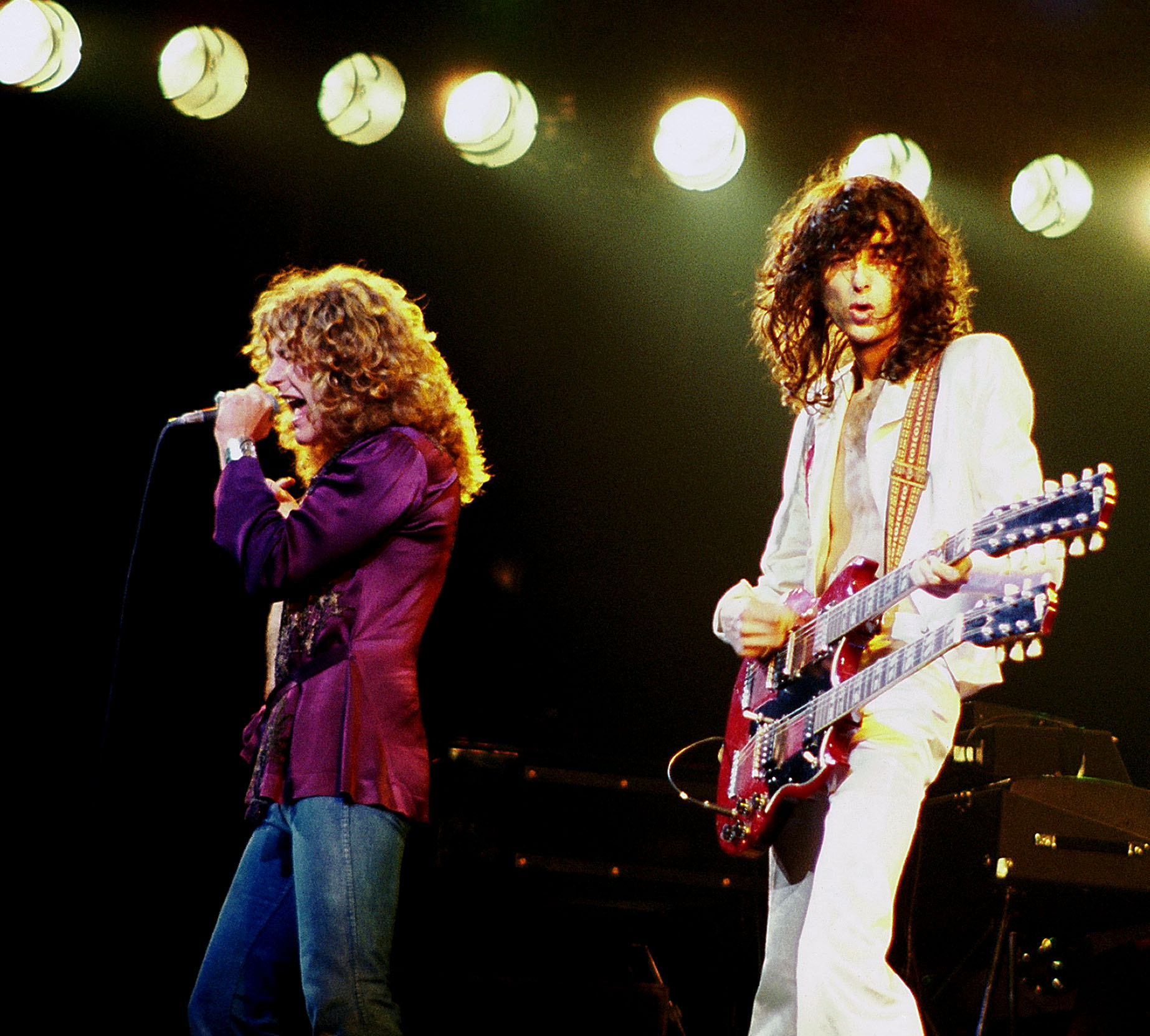
Plant a Page 10. dubna 1977 na koncertě na stadionu v Chicagu

Poté, co měla skupina Led Zeppelin v roce 1975 úspěšné koncerty v Earls Court, rozhodla se dát si krátkou pauzu a na podzim pokračovat v turné v Americe. Plánovali začít dvěma koncerty pod otevřeným nebem v San Francisku. V srpnu roku 1975 byli na řeckém Rhodosu Plant a jeho manželka Maureen účastníky vážné dopravní nehody. Plant ji přežil se zlomeným kotníkem, vážně zraněná zůstala Mureen, která přežila i díky včas podané transfuzi krve. Plant nebyl schopen koncertovat a zotavoval se v srpnu a září na Normanských ostrovech na Jersey. Přestávku tam s ním strávili i Bonham a Page. Pak se kapela přemístila na Malibu. Během celé této vynucené přestávky dala dohromady většinu materiálu, který vyšel na jejich albu Presence. V této době byli Led Zeppelin světovou rockovou atrakcí číslo jedna, která svým ziskem překonávala většinu kapel své doby včetně Rolling Stones. Presence, album které vyšlo v březnu roku 1975, bylo poznamenáno změnou hudebního zvuku skupiny Led Zeppelin na mnohem přímočařejší, improvizace na kytarovém základě, které unikaly od přednesu akustických balad a složitých kompozici jejich předchozích alb. I když to bylo platinové album, setkalo se Presence se smíšenou odezvou od hudebních publicistů, ale i ze strany fanoušků kapely. Někteří kritici poukazovali, že excesy hudebníky pomalu dobíhají. Během nahrávání ve studiu začal Page s heroinem, což mělo mít dopad na jeho pozdější účinkování na koncertním pódiu.
Z důvodu Pageova úrazu skupina Led Zeppelin v roce 1976 nekoncertovala. Namísto toho zkompletovali a vydali koncertní film a soundtrack, The Song Remains the Same. Film, který měl premiéru 20. října 1976, se nesetkal s pozitivním ohlasem kritiky a fanoušků.  Speciálně se setkal s negativním postojem u britské veřejnosti, kde se kvůli rozhodnutí opustit zemi do daňového exilu rozhodli v roce 1975 přestat koncertovat. Kapela Led Zeppelin musela začít vést těžký boj, aby si získala sympatie tamního publika.

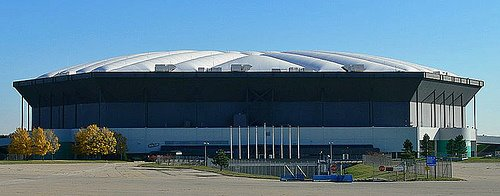
Budova Silverdome v Michiganu, kde skupina v roku 1977 účastí více než 76 tisíc návštěvníků dosáhla tehdejšího rekordu.

V roce 1977 se konal jeden z největších koncertů kapely Led Zeppelin v Americe. 30. dubna na koncertě v Silverdome dosáhly tehdy účasti 76 229 návštěvníků. V té době to byl rekord, který byl zaznamenán do Guinnessovy knihy rekordů. Přestože bylo turné ziskové, mimo pódia ho provázely problémy. 19. dubna se do vazby dostalo více než 70 lidí po tom, co se asi tisíc fanoušků v Cincinnati pokoušelo prorazit vstupní bránu do Riverfront Coliseum, zatímco další se probíjeli přes vchod házením lahví a kamenů přes skleněné dveře. 3. června musel být díky silné bouři přerušen koncert na Tampa Stadium i přesto, že na vstupenkách bylo napsáno, že se bude konat za každého počasí. Po přerušení následovaly nepokoje, které měly za následek několik zatčených a zraněných výtržníků.
Po show byli na festivalu Day on the Green v kalifornském Oaklandu Bonham a členové štábu kapely Led Zeppelin zatčeni poté, co byl na koncertě ošklivě zmlácen promotér z týmu Billa Grahama. Koncert v Oaklandu, který se konal následující den byl posledním živým vystoupením kapely Led Zeppelin v USA. O dva dny později, během toho kdy si vybavovali pokoj v hotelu French Quarter, v Louisianě, se Plant dozvěděl, že jeho pětiletý syn, Karac, zemřel na virové onemocnění žaludku. Zbytek turné bylo okamžitě zrušeno, což si vyžádalo rozsáhlé spekulace o budoucnosti Led Zeppelin.

### Bonhamova smrt a rozpad: 1978–1980

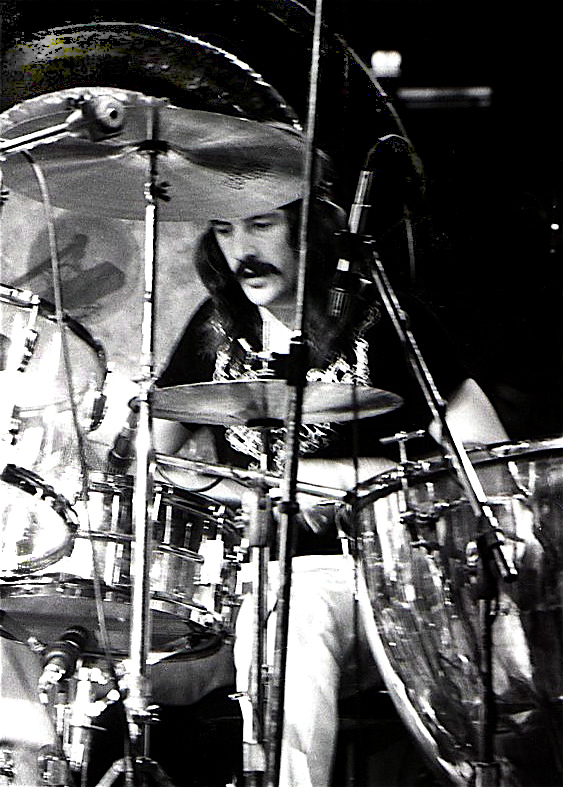
Po Bonhamově smrti (obrázek z července 1973) dne 25. září 1980, se zbylí členové rozhodli skupinu rozpustit.

V listopadu 1978 skupina nahrávala v Polar Studios v Stockholmu album In Through the Out Door. Jsou na něm nahrávky se zvukovými experimenty, které se, podobně jako předešlý projekt, setkaly se smíšenou reakcí kritiky a také fanoušků. I přesto se už v druhém týdnu po vydání album dostalo na první místa hudebních žebříčků USA a Spojeného království. Zároveň se mezi 27. říjnem až 3. listopadem 1979 znovu všechna alba skupiny Led Zeppelin vrátila do amerického žebříčku Billboard Top 200.
V srpnu 1979, po dvou zahřívacích vystoupeních v Kodani, byli Led Zeppelin jedněmi z předních účinkujících na dvou koncertech festivalu v Knebworth. První noc odehráli před asi 140 tisíc diváky. Po něm, v červnu a červenci 1980, následovala krátká koncertní šňůra po Evropě. Tato vystoupení byla strohá, bez výjimečných přídavků, improvizací a speciálních sólových vstupů. 27. června byl během vystoupení v Norimberku koncert v polovině třetí písně přerušen poté, co na jevišti Bonham zkolaboval a musel být převezen do nemocnice. O této události vznikly spekulace, že se předávkoval drogami nebo alkoholem, ale skupiny to okomentovala, že se jednoduše pouze přejedl. Severoamerické turné skupiny na tento rok (první od r. 1977) bylo naplánováno od 17. října. 24. září vyzvedl z domu Bonhama asistent kapely Led Zeppelin, Rex King. Měl ho odvézt do filmových a televizních ateliérů, Bray Studios. Po cestě Bonham požádal o zastávku na snídani. Během ní do sebe naházel čtyři vodky a jednu rolku šunky. Poté, co spolkl šunku, lakonicky ji směrem k asistentovi jedním slovem okomentoval jako „snídaně“. Poté, co dorazili do studia, Bonham pokračoval v pití alkoholu. Zkoušení skončilo pozdě večer a kapela odešla do Pageova domu, kterým byla budova starobylého mlýna v clewerském opatství, v hrabství Windsor. Po půlnoci Bonhama, který usnul, odvedli do jeho pokoje. Ve 13: 45 následujícího dne ho Benji Lefevre (koncertní manažer Led Zeppelin) a John Paul Jones našli mrtvého. Diagnózou Bonhamovy smrti bylo udušení zvratky. Žádné jiné drogy při pitvě jeho těla nebyly identifikovány. Bonhamova kremace se konala 10. října 1980 a jeho popel byl pohřben na hřbitově Kostela svatého Michala v Rushocku v hrabství Worcestershire. Závěrečný verdikt o příčině úmrtí byl oficiálně vydán 27. října 1980.
Plánované koncertní turné skupiny Led Zeppelin po Severní Americe bylo zrušeno. I přes spekulace, že by Bonhama mohl v kapele nahradit Cozy Powell, Carmine Appice, Barriemore Barlow, Simon Kirke nebo Bev Bevan, se ostatní členové rozhodli, že skupina Led Zeppelin oficiálně končí svou existenci. 4. prosince 1980 vyšlo v tisku oficiální oznámení, v němž toto rozhodnutí potvrdili. Pod rozhodnutím bylo místo konkrétního jména člena kapely napsáno „Led Zeppelin“.

### Po rozpadu

#### 80. léta

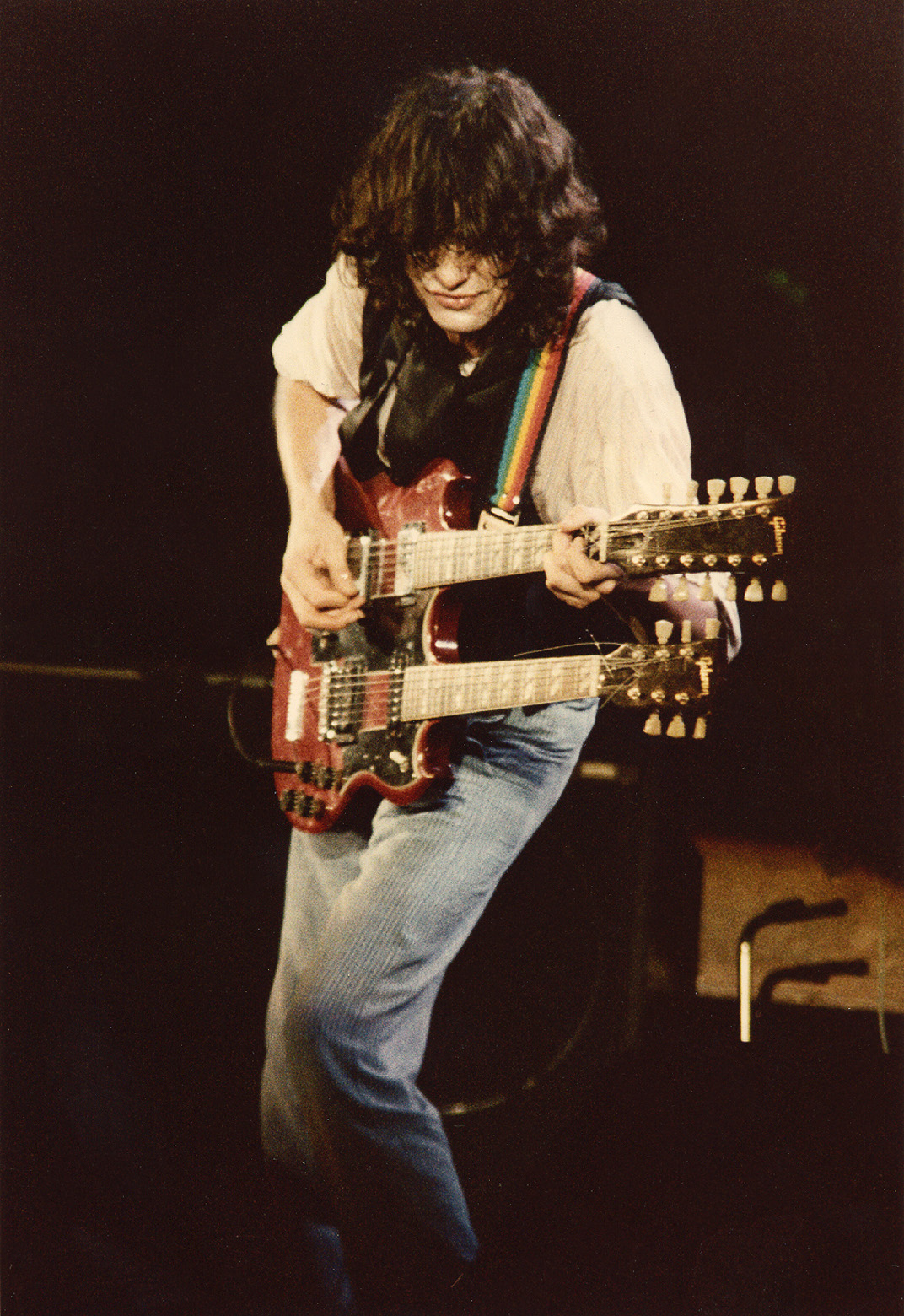
Page na vystoupení v Cow Palace v Kalifornii (1983)

Po rozpuštění kapely byl prvním vážnějším počinem členů projekt nazvaný The Honeydrippers. Skupinu, která vznikla v roce 1981, tvořili Robert Plant a Jimmy Page. Spolupracovali s nimi jejich přátelé, studioví hudebníci, mezi nimiž nechyběl Jeff Beck, Paul Shaffer či Nile Rodgers. Hráli standardní populární hudbu, rockenrol, blues, ale čerpali i z R & B. V roce 1984 vydali jediné hudební album, The Honeydrippers: Volume One . Měli jeden hit, coververzi písně Phila Phillipse, „Sea of Love“, která se v roce 1985 dostala na třetí místo v žebříčku Billboard Hot 100.
V listopadu roku 1982 vyšlo skupině Led Zeppelin album Coda. Šlo o sbírku odložených a nepoužitých nahrávek: dvě z Royal Albert Hall (1970), po jedné nahrávce z produkování alb Led Zeppelin III a Houses of the Holy a tři nahrávky pocházely z nahrávání In Through the Out Door. Na albu je i jedna instrumentální nahrávka Bonhamova sóla na bicí nástroje s názvem „Bonzo's Montreux“, které zvukově dodatečně elektronickými efekty upravil Jimmi Page.
13. července 1985 se Page, Plant a Jones znovu sešli, aby společně vystoupili ve Filadelfii na koncertu, který se konal v rámci akce Live Aid. Během vystoupení s nimi krátce účinkovali hráči na bicí, Tony Thompson a Phil Collins a baskytarista Paul Martinez. Collins přispěl i na dvou prvních sólových projektech, které měl Robert Plant, a Martinez byl členem první Plantovy sólové skupiny. Vystoupení bylo poznamenáno bubeníky, kteří neměli skladby dostatečně nastudované, ani Page neměl doladěnou kytaru a Plant byl ochraptělý. Page vystoupení okomentoval jako „pěkný bordel“, Plant ho označil za „ukrutnost“.

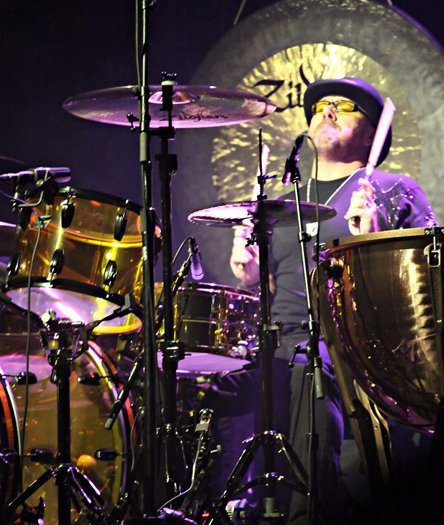
Jason Bonham, který několikrát nahradil otce v kapele Led Zeppelin: roky 1988, 1995 a 2007

V roce 1988 se trojice opět spojila a spolu s Bonhamovým synem, Jasonem, 14. května vystoupili na koncertě, který se konal ke 40. výročí hudebního vydavatelství Atlantic Records. Výsledek byl opět chaotický: Plant a Page se ještě před pódiem hádali o tom, zda budou hrát „Stairway to Heaven“ a Jonesovy klávesy nebylo v televizním vysílání slyšet. Page vystoupení popsal jako „jedno velké zklamání“ a Plant ho označil za „propadák“.

#### 90. léta
První boxset skupiny Led Zeppelin vyšel v roce 1990. Jsou v něm nahrávky, které remasteroval Jimmy Page. Opět provokovali fanoušky, aby začali spekulovat o opětovném spojení jejích členů. V tomto setu jsou čtyři ještě nevydané nahrávky včetně „Travelling Riverside Blues“ od Roberta Johnsona. Píseň byla na sedmé pozici žebříčku Album Rock Tracks, který zveřejňuje časopis Billboard. V roce 1992, navzdory zvyklostem kapely Led Zeppelin, vyšel CD singl „Immigrant Song“ s B stranou, „Hey, Hey, What Can I Do“. V roce 1993 vyšel druhý boxset skupiny, Led Zeppelin Box Set, Vol. 2. Oba vydané boxsety obsahují jejich všechny známé studiové nahrávky, jakož i některé raritní koncertní hudební snímky.
V roce 1994 se setkalo duo Page and Plant, aby spolu účinkovalo v programu „UnLedded“, který byl projektem MTV. Později jim vyšlo album, No Quarter: Jimmy Page and Robert Plant Unledded, na kterém je několik předělávek skladeb skupiny Led Zeppelin. Následující rok spolu absolvovali koncertní turné. Jones se na jejich novém spojení nepodílel a v kapele vznikl rozpor.
V roce 1995 byli Led Zeppelin uvedeni Rokenrolové síně slávy. Uváděli je členové Aerosmith, Steven Tyler a Joe Perry. Za svého otce se uvedení zúčastnili Jason a Zoë Bonhamovi. O narušení vztahu mezi členy kapely svědčí i ironický bonmot, kterým během ceremonie Jones vyjádřil slovy: „a děkuji mým přátelům, kteří nakonec našli i moje telefonní číslo“. Po ceremoniálu si krátce zahráli nejprve spolu s Tylerem, Perrym a Jasonem Bonhamem, pak se k Led Zeppelin přidal Neil Young a k bicím si sedl Michael Lee.
V roce 1997 vyšel upravený singl s písní „Whole Lotta Love“. Byl vydán nejen v USA, ale i ve Spojeném království a byl tedy jediným singlem, který vydali v jejich domovské zemi, kde dosáhl 21. pozici hudebních žebříčků. V listopadu 1997 vyšla kompilace, nahrávek Led Zeppelin pro BBC . Byl to dvojdisk, na kterém byly zvukové stopy, které většinou vznikly v letech 1969 a 1971. V roce 1998 spolu Page a Plant vydali album Walking into Clarksdale. Nacházejí se na něm nové skladby, ale jelikož byly rozčarovaní jeho komerčním propadem, rozhodli se ještě před plánovaným turné po Austrálii rozejít.

#### Po roce 2000

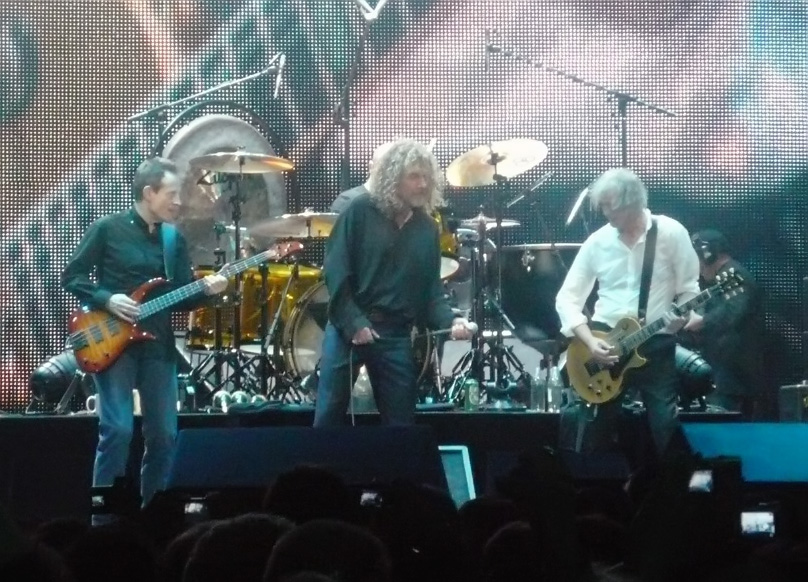
Led Zeppelin v prosinci 2007, na londýnském podiu Ahmet Ertegun Tribute Concert

V roce 2003 se dočkalo své realizaci koncertní trojalbum How the West Was Won. V květnu vyšlo i Led Zeppelin DVD, tj. šest hodin chronologické sady záběrů z jejich živých vystoupení mezi lety 1970–79. DVD se stalo podle RIAA třináctinásobně platinovým, v té době historicky nejprodávanějším hudebním DVD.
V červenci roku 2007 Atlantic/Rhino a Warner Home Video oznámili, že na hudební trh v listopadu vydají tři nové tituly skupiny Led Zeppelin: Mothership, 24 nahrávek best-of, které mapují kariéru kapely, reedici soundtracku The Song Remains the Same, na níž budou i nové nezveřejněné materiály a jedno nové DVD. Kapela Led Zeppelin, jako jedna z prvních velkých skupin, také vyrobila svůj oficiální internetový katalog pro legální digitální stahování hudby.
10. prosince 2007 se skupina Led Zeppelin sjela, aby vystoupila v londýnské O2 aréně na akci Ahmet Ertegun Tribute Concert. Na bicí nástroje s nimi znovu hrál Jason Bonham. Po internetovém požadavku na tuto akci od 20 milionů lidí, skupina získala zápis do Guinnessovy knihy rekordů 2009 v kategorii „Nejvyšší zájem o hudební koncert“. Hudební kritika toto vystoupení hodnotila pozitivně a začaly se objevovat spekulace, že skupina by mohla obnovit svou činnost. Page, Jones a Jason Bonham prohlašovali, že by mohli spolu absolvovat turné a pracovat na materiálu pro nový hudební projekt skupiny Led Zeppelin. Plant ale pokračoval v koncertní spolupráci s Alison Krauss a pro média popřel, že by měl zájem podílet se na novém projektu kapely Led Zeppelin. Jones a Page údajně hledali náhradu za Planta a uvažovali, že by to mohl být Steven Tyler z kapely Aerosmith nebo Myles Kennedy (Alter Bridge), ale v lednu 2009 oficiálně oznámili že od záměru upustili. Nečekané překvapení přišlo také na olympiádě Beijing 2008, kde si na zakončení olympiády Jimmy Page zahrál rockovou klasiku 60. let „Whole Lotta Love“ s popovou zpěvačkou Leonou Lewis.

#### Od roku 2010
Film z vystoupení v O2 , Celebration Day, měl premiéru 17. října 2012. Na trh se dostal 19. listopadu. Za jednu noc byl výtěžek z jeho prodeje 2 miliony dolarů. Koncertní album z tohoto DVD se ve Spojeném království dostalo na 4. a v USA na 9. místo hudebních žebříčků. S premiérou filmu přišla od Page zpráva, že připravuje kompletně remasterované edici alb skupiny Led Zeppelin.  První vlnou tohoto projektu byla alba Led Zeppelin, Led Zeppelin II a Led Zeppelin III, které vyšly 2. června 2014. Druhá část, desky Led Zeppelin IV a Houses of the Holy, vyšly 27. října 2014. Dvojalbum Physical Graffiti vyšlo v této reedici 23. února 2015, téměř čtyřicet let po své premiéře. Čtvrtá, poslední vlna edice, Presence, In Through the Out Door a Coda, vyšla 31. července 2015. Přes tento remasterovaný projekt vyšla všechna studiová alba nejen ve formátech jako CD, ale ve verzi „Deluxe“ byli i vinylové nosiče a CD s bonusovým materiálem. Super Deluxe verze měla kromě více verzí zvukových nosičů možnost stažení ve formátu HD, knížku a HD verze originálních obalů alb. 6. listopadu 2015 vyšla remasterované kompilace Mothership rozšířena o další nahrávky. 16. září vyšla reedice BBC Sessions. Tato verze obsahuje bonusový disk s devíti nahrávkami pro BBC, mezi nimiž je ještě oficiálně nezveřejněná píseň „Sunshine Woman“.

## Hudební styl

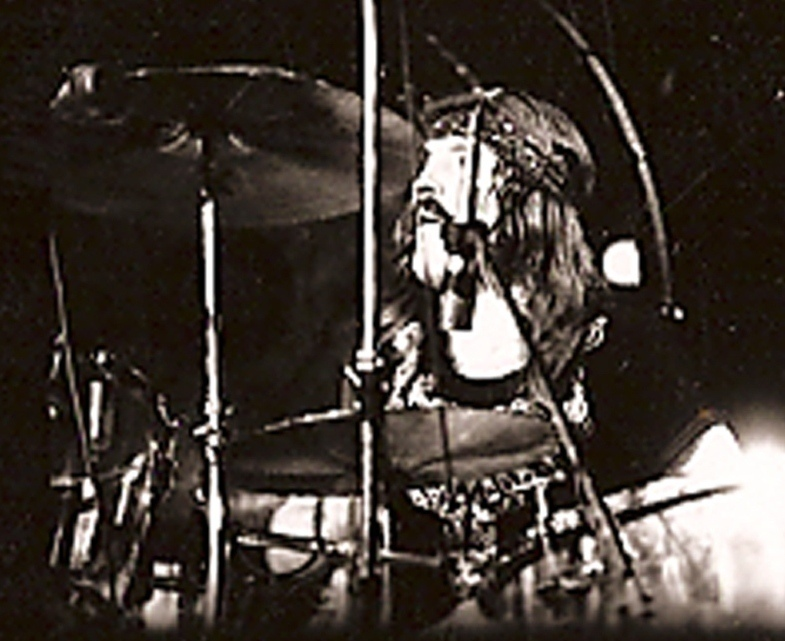
John Bonham na koncertě v USA (1973). Jeho agresivní styl hry na bicí byl průlomový, chakteristický pro kapelu a ovlivnil název pro hard rock

Hudba skupiny Led Zeppelin měla základ v bluesové hudbě. Vliv amerických bluesmanů jako Muddy Waters a Skip James je nejlépe rozpoznatelný na jejich prvních dvou albech, ale jsou zde i vlivy stylu country blues Howlin' Wolfa. Kromě jednoho se alba všechna zabývala po hudební, ale i textové stránce bluesovými tématy. Repertoár kapely Led Zeppelin ovlivnila i lidová hudba. Inspirovala je hlavně britská, keltská, ale i originální americká lidová tvorba. Otevřený způsob hry na kytarových strunách skotského folkového hudebníka, Berta Jansche byl inspirací pro techniku, kterou hrával Jimmy Page. Skupina Led Zeppelin čerpala i z několika dalších žánrů, jako například world music, přebírali prvky rokenrolu, jazzu, country, funku, soulu, ale později po vydání Houses of the Holy i z reggae.
V tvorbě běžně skupina nejprve rozvíjela hudební motivy a doplňovala je improvizovanými texty, které byly později přepsány do finální podoby pro hotovou píseň. Poté, co se v roce 1970 spolu setkali na usedlosti Bron-Yr-Aur, se lídry v tvorbě stali Plant a Page. Page dominoval jako autor hudební koncepce, jejíž první nápady interpretoval na akustické kytaře, Plant dominoval v nápadech při tvorbě textů. Jones a Bonham svým dílem přispívaly hlavně při kompozici hotových nahrávek ve studiích. V pozdějších stádiích vývoje hudební produkce kapely Led Zeppelin Page už neměl tak významnou dominanci. V oblasti kompozice písní začínal mít vyšší důležitost Jones, který často přispíval i jako hráč na klávesové nástroje. Plant se stále podílel jako textař a Bonham s Pagem rozvíjeli ty části skladeb, v nichž dominovaly jejich hudební nástroje.
Materiál na jejich prvních dvou albech Led Zeppelin se z velké části skládal z improvizací a variací na nejznámější skladby, tzv. bluesové tradicionály, které se považují za žánrové vzory z folkových písní. Způsob založený na spojování hudebních a textových prvků z různých existujících písní a jejich verzí, jakož i improvizace na jejich témata, inicioval jejich autory, případně okruh fanoušků této hudby na to, aby kapelu konfrontovali obviněními z plagiátorství a porušování autorských práv. Na téma autorství museli členové kapely Led Zeppelin čelit několika právním sporům.

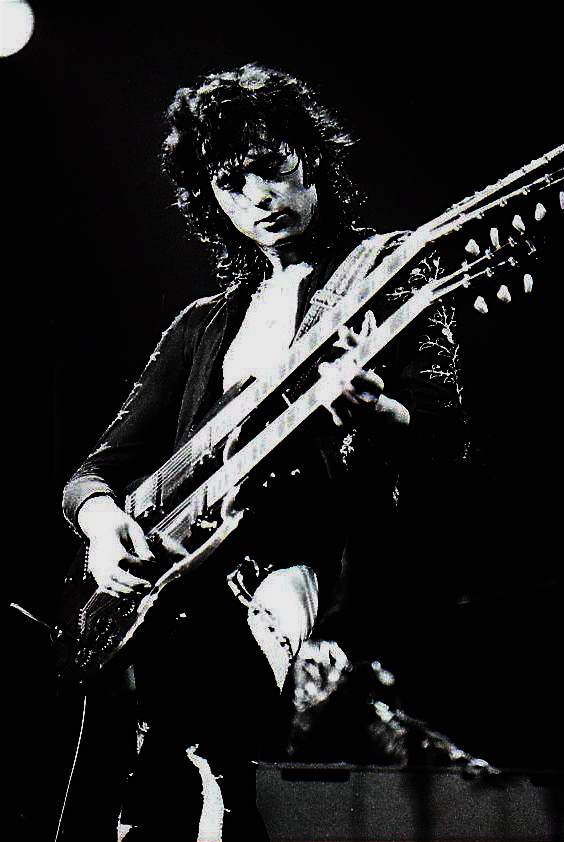
Page s dvoukrkou kytarou Gibson EDS-1275. Používal ji při koncertech během hraní „Stairway to Heaven“

První texty písní kapely kopírovaly témata, která byly běžná pro blues a folk. Často byly mixovány z více písní. Zabývaly se tématy zamilování, neopětované lásky, sexuálním dobýváním. Takové náměty byly běžné pro rock, pop, či bluesovou hudbu. Některé texty, speciálně ty bluesové, byly často interpretovány jako misogynické (vyjadřovaly nenávist k ženám). Na jejich třetím albu převažovaly prvky mytologie a mysticismu, které pocházely z Plantova zájmu o legendy a historii. Přebírali i Pageův zájem o témata okultismu, což vedlo k obviněním, že jejich nahrávky obsahují podprahové satanistické odkazy, některé vysílané pomocí backmaskingu. Tyto domněnky popírala kapela, ale i hudební kritici. Susan Plantová spíše poukazuje, že textař kapely, Robert Plant, se více ztotožňoval s kontrakulturou 60. let. V dalším pokračování kariéry skupiny se Plantovy texty stávaly autobiografickými, byly méně optimistické, odrážely jeho náhodné zážitky.
Podle muzikologa Roberta Walsera „byl zvuk kapely Led Zeppelin poznamenán rychlostí a energií, neobvyklými rytmickými základy, kontrastní vrstvenou dynamikou, trucovitém zpěvem Roberta Planta a deformovaným kytarovým vrzáním Jimmiho Page“. Tyto jejich charakteristiky jsou základem pro tvrzení, že Led Zeppelin jsou předchůdci hard rocku, či heavy metalu. Někdy jsou označováni za „skutečnou heavymetalovou kapelu“, ale skupina mívala k takovému známkování často výhrady. Část tohoto tvrzení je argumentování tím, jak využili deformovaný kytarový zvuk v nahrávkách „Whole Lotta Love“ a „The Wanton Song“. Nebývalo výjimkou, že sólové kytarové riffy nebyly v souladu s rytmikou basové kytary či s bicími nástroji, ale vytvářely vlastní rytmické a melodické variace. Příkladem může být skladba „Black Dog“, ve které se takto střídají různé rytmy.
Pageův kytarový přednes spojoval bluesovou hudební škálu s hudbou východních kultur. Plantův pronikavý skřek byl srovnáván s technikou zpěvu, kterou měla Janis Joplin. Bonhamova technika hry na bicí nástroje byla příznačná svou silou, souvislým rolováním a rychlým údery na jediný basový buben. Naproti tomu basové linie Jonese jsou popisovány jako melodické a jeho pozdější hra na klávesové nástroje dodávala zvuku kapely klasický podtón.
Page říkal, že jeho snahou bylo produkovat hudbu, která by měla mít „své světlo a také svůj stín“. Více se mu to začalo dařit realizovat od alba Led Zeppelin III, které obsahovalo více akustických částí. Rozvinulo se to na čtvrtém albu, kde je příklad v nahrávce „Stairway to Heaven“. Tato kompozice se vyvíjí od čistého akustického úvodu dvanáctistrunné kytary, k tvrdému dynamickému závěru, zahraný na bicí a elektrické hudební nástroje. V průběhu kariéry se kapela posunula k měkčímu a progresivnějšímu zvuku, kterému začaly dominovat Jonesovy klávesové motivy. Tato část jejich produkce obsahuje vrstvené hudební techniky. Libovali si i ve vícestopém nahrávání, při kterém se nevyhnuli i znásobení kytarových partů. Jejich důraz na smysl pro dynamiku a sladění skupiny je viditelný na tom, jak si dokázali vybudovat svůj vlastní styl, kterým dokázali překonat kterýkoli hudební žánr. Spisovatel Ian Peddie o Led Zeppelin poznamenává, že „byli hluční, plní energie, často těžkopádní, ale jejich hudba byla také vtipná, měla i sebereflexi a uměla být i extrémně jemná“.

## Odkaz skupiny

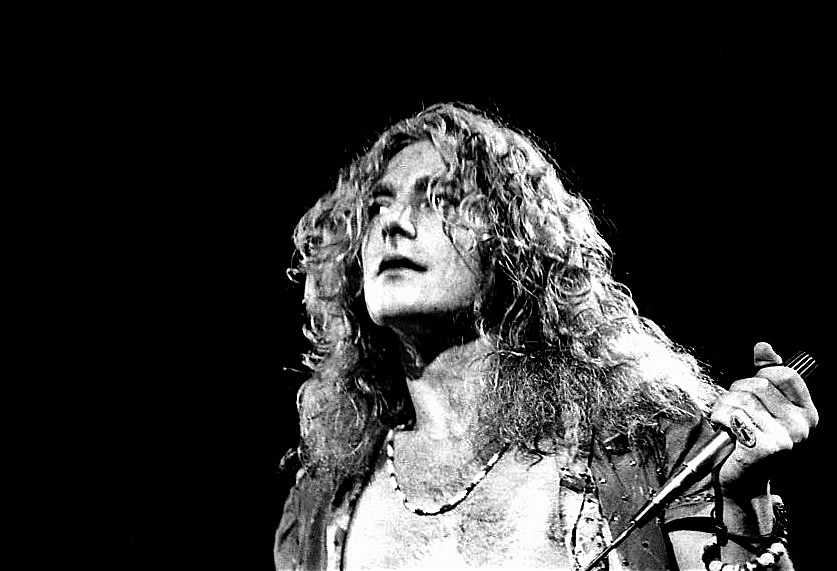
Plant na koncertě v New Yorku v roce 1973.

Led Zeppelin je hudební skupina, o níž převládá názor, že patří mezi nejvlivnější kapely v historii rocku. Kritik Mikal Gilmore o nich říká, že byli „Zeppelinovsky talentovaní, komplexní, úchvatní, krásní, nebezpeční, jedni z nejvíce přetrvávajících postav kompozice a projevu hudby 20. století, navzdory všemu museli soupeřit i se sebou“. Led Zeppelin ovlivnili hardrockové a heavymetalové skupiny jako Deep Purple, Black Sabbath, Rush, Queen, Aerosmith, The Black Crowes, a Megadeth, jako i progresivně metalové skupiny jako Tool, či Dream Theater. Byly vzorem i pro několik kapel, které řadíme k punkovému a post-punkovému žánru jako například Ramones a the Cult.
.

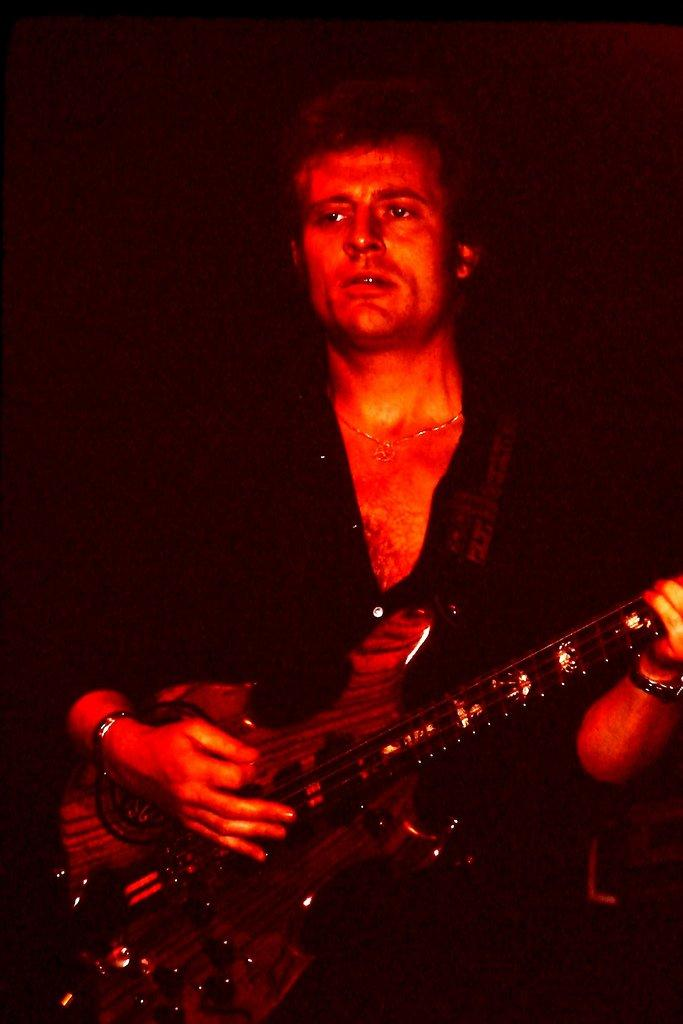
Jones během jejich posledního turné na koncertě v německém Mannheimu v roce 1980

V alternativním rocku je pro některé skupiny charakteristické přebírání tzv. „Zvuku Zeppelinů“ z poloviny 70. let. V tomto žánru měli vliv například na skupiny jako The Smashing Pumpkins, Nirvana, Pearl Jam, a Soundgarden. K tomu, že je ovlivnili se přiznali i umělci, kteří jsou známí z naprosto odlišných hudebních žánrů, mezi nimi například i Madonna, Shakira, Lady Gaga, Kesha, a Katie Melua.
Led Zeppelin jsou vzorem i v jejich přístupu k charakteru hudebního byznysu. Jsou průkopníky toho, co se dnes nazývá rock orientovaný na alba (album-orientated rock, AOR), ale byli také významnou arena rockovou kapelou. V roce 1988 John Kalodner, v té době A & R a jednatel Geffen Records, se vyjádřil, že „Led Zeppelin byli podle jeho mínění po skupině The Beatles nejvlivnější kapelou hudební historie“. Jejich přínosem pro hudbu byl způsob jakým prezentovali své nahrávky. Písní „Stairway to Heaven“ vyzvedli důležitost AOR, tím jak nahrávka, která nesplňovala standardy pro vysílání v rádiích a ani nebyla v Top 40, se stala obrovským hitem pohybujícím rockovými stanicemi. Jsou zároveň mezi prvními, kteří reálně naplnili koncertní show ve velkých arénách a konzistentně je vyprodávali i přesto, aniž by využívali nějakou výraznou podporu. Lidé i dnes mohou dělat, to co oni, ale nikdo je už nepřekoná. I bývalý producent a manažer Rolling Stones, Andrew Loog Oldham, poznamenává, že Led Zeppelin měli velký vliv na vývoj hudebního průmyslu a ukázali jak se mají koncerty prezentovat velkému publiku.
Podle některých zdrojů skupina Led Zeppelin prodala více než 200 milionů hudebních nosičů, jiné udávají, že to bylo více než 300 milionů. Jen v USA je certifikován prodej 111,5 milionu kusů. Podle údajů RIAA jsou v první čtyřce seznamu nejprodávanějších umělců v USA a jsou jedni ze tří umělců, kteří dosáhli více než pět diamantových alb. V řadě za sebou měla tato kapela osm alb, které se dostaly na první místo žebříčku UK Albums Chart. Takový rekord s nimi sdílí pouze skupina ABBA. Skupina Led Zeppelin je nejvíce pirátsky nahrávánou rockovou kapelou.
Led Zeppelin mají i význačný kulturní přínos. Vydavatel publikace Rolling Stone Illustrated History of Rock & Roll, dodává, že Led Zeppelin jsou reprezentaty finále květinového období psychedelie 60. let. I móda, kterou tato kapela přinesla je pro kulturu důležitou. V době svého účinkování byli výrazní délkou vlasů a rozevlátými účesy, které později v 80. letech převzali i glam metalové skupiny jako Mötley Crüe a Skid Row. Skupiny a umělci jako Kings of Leon, bluesman Jack White z the White Stripes nebo kytarista Sergio Pizzorno přebírali i způsob jakým se v Led Zeppelin nosilo oblečení či šperky.

## Úspěchy a ocenění skupiny

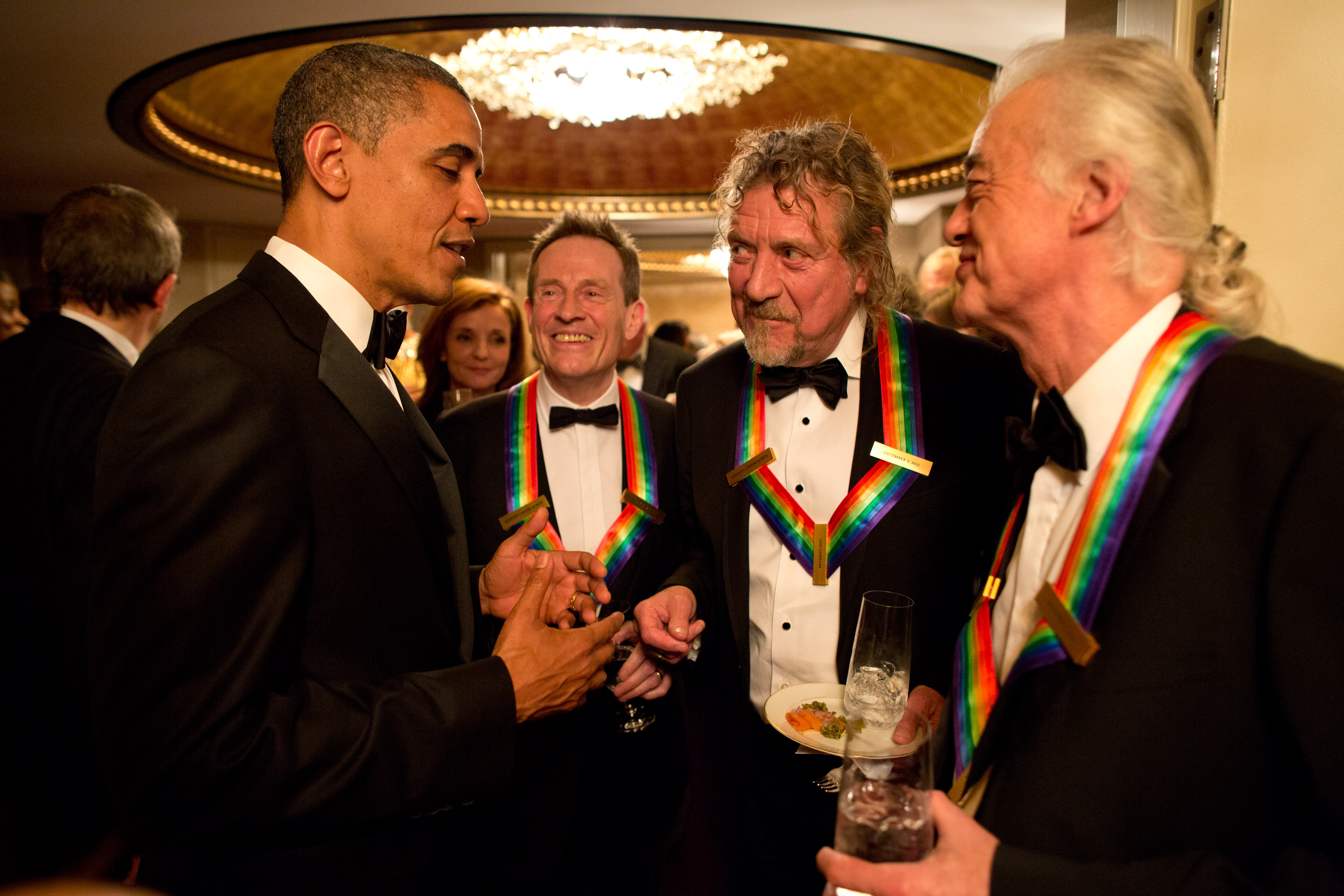
V roce 2012 byli členové skupiny Led Zeppelin během Kennedy Center Honors prezidentem Barackem Obamou vyznamenaní za svůj celoživotní příspěvek americké kultuře.

Během své kariéry dosáhli členové kapely Led Zeppelin řady úspěchů a ocenění. V roce 1995 byli uvedeni do Rokenrolové síni slávy, v roce 2006 do Britské hudební síně slávy. Ze známých cen jsou například držiteli American Music Award (2005), a v roce 2006 převzali Polar Music Prize. Za celoživotní dílo v roce 2005 převzali cenu Grammy, a čtyři jejich nahrávky jsou v Síni slávy Grammy. Skupina dosáhla pěti diamantových alb, jakož i čtrnáct multi-platinových alb. Ve Spojených státech mají certifikované čtyři platinová a jedno zlaté album, zatímco ve Spojeném království mají pět multiplatinových, šest platinových, jedno zlaté a jedno stříbrné album. Pět jejich písní se nachází v seznamu 500 nejlepších alb všech dob, který v listopadu 2009 zveřejnil časopis Rolling Stone a tentýž časopis dal Led Zeppelin v roce 2004 na čtrnácté místo nejlepších umělců všech dob.
V roce 2005 získal Jimmi Page titul OBE Řád britského impéria, v roce 2009 dostal k tomuto řadu Robert Plant titul CBE. Televizní stanice VH1 dala skupinu na první příčku svého seznamu 100 Greatest Artists of Hard Rock (stovka nejlepších hardrockových hudebníků) a na první místo dal tuto skupinu i časopis Classic Rock v seznamu 50 best live acts of all time (padesátka nejlepších koncertních umělců). Za nejlepší rockovou skupinu byli Led Zeppelin zvoleni i na rozhlasové stanici BBC Radio 2. Cenu Ivor Novello Awards si převzali dvakrát: v roce 1977 za výjimečný přínos pro britskou hudbu, a v roce 1997 za celoživotní přínos pro hudbu.

## Diskografie

### Studiová alba
- 1969 Led Zeppelin
- 1969 Led Zeppelin II
- 1970 Led Zeppelin III
- 1971 bezejmenné album známé jako Led Zeppelin IV
- 1973 Houses of the Holy
- 1975 Physical Graffiti (2CD)
- 1976 Presence
- 1979 In Through the Out Door
- 1982 Coda

### Koncertní alba
- 1976 The Song Remains the Same (2CD)
- 1997 BBC Sessions
- 2003 How the West Was Won
- 2012 Celebration Day

### Kompilace
- 1990 Profiled
- 1990 Box Set (4CD)
- 1992 Remasters (2CD)
- 1993 Box Set 2 (2CD)
- 1993 The Complete Studio Recordings (10CD)
- 1999 Early Days: Best of Led Zeppelin Volume One
- 2000 Latter Days: Best of Led Zeppelin Volume Two
- 2007 Mothership (2CD)
- 2008 Definitive Collection Mini LP Replica CD Boxset

## Ocenění
- 1970 – Cena hudebního magazínu Melody Maker
- 1975 – Cena hudebního magazínu Melody Maker
- 1977 – Cena Ivora Novella za vynikající přínos do britské hudby
- 1979 – Cena hudebního magazínu Melody Maker
- 1995 – uvedení do Rock and rollové síně slávy
- 1995 – cena Grammy za celoživotní dílo
- 1997 – Cena Ivora Novella za celoživotní dílo
- 1999 – cena Grammy ve speciální kategorii Síň slávy za album Led Zeppelin IV
- 2003 – cena Grammy ve speciální kategorii Síň slávy za skladbu „Stairway to Heaven“
- 2004 – v žebříčku 500 písní, které formovaly rock magazínu Rolling Stone figurují „Dazed and Confused“, „Rock and Roll“, „Stairway to Heaven“ a „Whole Lotta Love“
- 2004 – cena Grammy ve speciální kategorii Síň slávy za album Led Zeppelin
- 2006 – cena Polar Music Prize, kterou jim předal švédský král Karel XVI. Gustav. Ocenil je jako velké průkopníky populární hudby
- 2006 – uvedení do Britské hudební síně slávy
- 2007 – cena Grammy ve speciální kategorii Síň slávy za skladbu „Whole Lotta Love“
- 2008 – Cena hudebního magazínu Mojo za nejlepší koncertní představení (koncert na počest Ahmeta Ertegüna, 2007)
- 2008 – Cena hudebního magazínu Classic Rock za nejlepší koncertní představení (koncert na počest Ahmeta Ertegüna, 2007)